# Glaphyrus modestus
Glaphyrus modestus es una especie de coleóptero de la familia Glaphyridae.

## Distribución geográfica
Habita en Grecia.